# Нагоряны (Хмельницкая область)
Нагоряны (укр. Нагоряни) — село в Каменец-Подольском районе Хмельницкой области Украины.
Впервые упоминается в переписи 1459 года.
Население по переписи 2001 года составляло 774 человека. Почтовый индекс — 32344. Телефонный код — 3849. Занимает площадь 2,483 км².
В селе родился Герой Советского Союза Лаврентий Тручак.

## Местный совет
32343, Хмельницкая обл., Каменец-Подольский р-н, с. Должок